# Dioscorea santosensis
Dioscorea santosensis är en enhjärtbladig växtart som beskrevs av Reinhard Gustav Paul Knuth. Dioscorea santosensis ingår i släktet Dioscorea och familjen Dioscoreaceae. Inga underarter finns listade i Catalogue of Life.